# Moribana

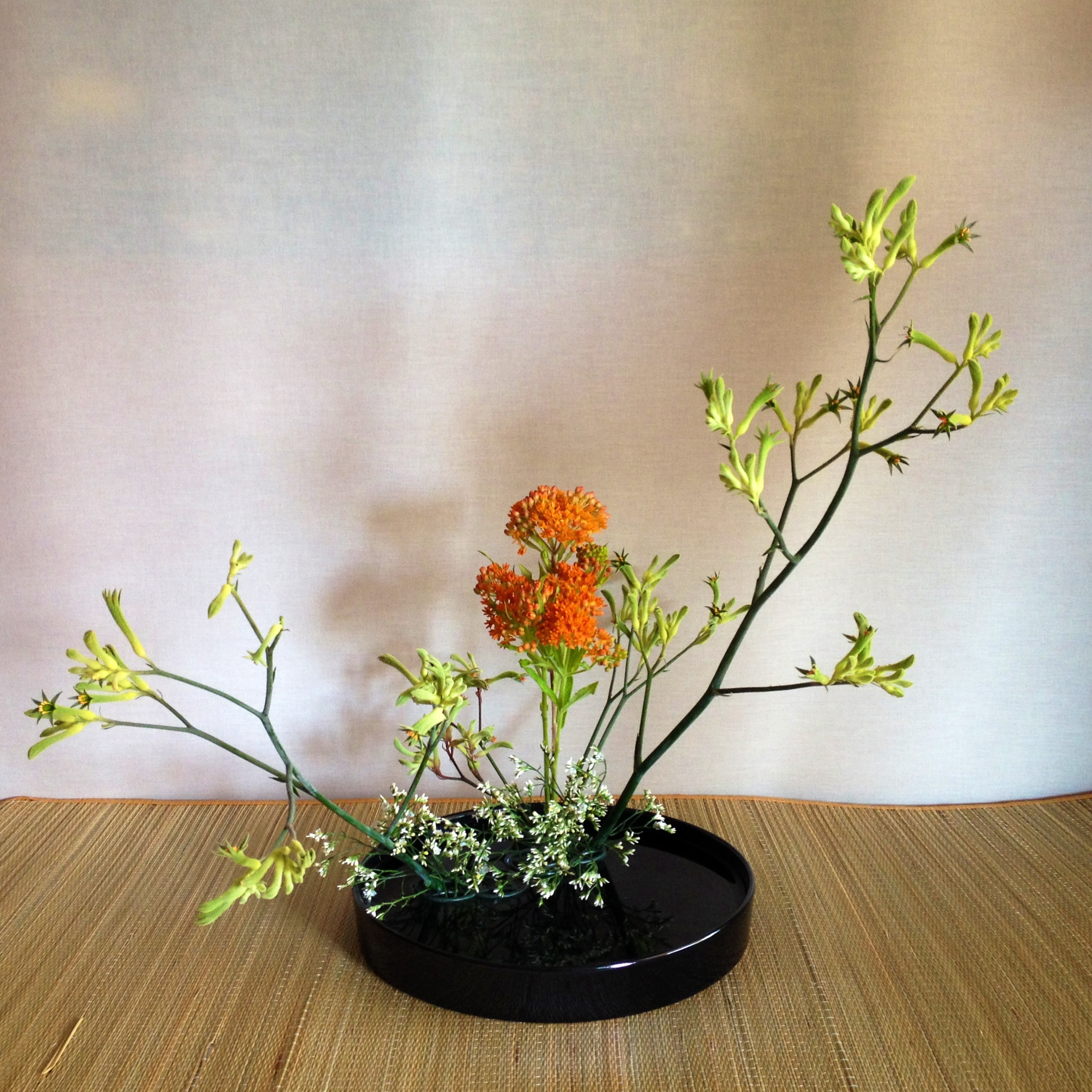
Moribana kōseitai (hidarigatte) da escola de Saga Goryū

Moribana (盛り花, 盛花) é uma das expressões clássicas da arte de arranjo floral japonesa, a Ikebana. A palavra moribana significa "flores empilhadas".

## História
O estilo moribana foi introduzido por Unshin Ohara por volta de 1890, após a Restauração Meiji. Moribana não é apenas uma expressão da dissociação criativa de Unshin Ohara do Ikenobō (池坊,, a mais antiga escola de ikebana), mas também um forte símbolo da influência ocidental no Japão. Os arranjos florais podem ser colocados em quartos de estilo ocidental e halls de entrada e não mais apenas em tokonomas, que são recessos em paredes encontrados em cômodos do estilo tradicional japonês e que possuem a finalidade de exibir peças de arte. Enquanto uma característica particular e icônica da escola Ohara, o moribana tornou-se uma das formas clássicas aprendida e criada por praticantes de Ikebana, independentemente da escola ou estilo ao qual estejam afiliados.

## Descrição
Moribana utiliza um ou mais grupos de arranjos posicionados em kenzans, um objeto plano com pequenos "espinhos" onde as flores são inseridas, ou em shippos, a fim de replicar a forma como as plantas aquáticas crescem e como criaturas movem-se ao redor de lagoas naturais. A principal característica do moribana é a ampla expansão das formas naturais e a aglomeração de belas flores. A escolha dos materiais e a quantidade de água mostrada na frente, lados ou na parte traseira do arranjo refletem a passagem das estações do ano. Por exemplo, mais água é colocada na frente do arranjo durante a primavera e o verão.
Um bom arranjo moribana usa um recipiente plano e raso, às vezes referido como suiban, que permite o espalhamento dos materiais florais para as laterais, afastando-o da estruturação vertical clássica dos estilos rikka, ashoka, oseika e nageire. 

## Tipos
Existem diferentes tipos de moribana, que dependem do comprimento e do ângulo dos caules primários, secundários e ornamentais. O estilo em pé é o mais comum; ele emana uma sensação de estabilidade e de gravidade. Nesta vertente, o principal caule é aproximadamente da mesma medida do diâmetro e da profundidade do recipiente combinados, com o caule secundário tendo cerca de dois terços dessa medida e o ornamental, metade do comprimento do ramo primário.
O caule principal é posicionado verticalmente, enquanto o secundário é inclinado em 45 graus e colocado em uma área de 30 graus para a frente e para a esquerda. Já o ornamental é inclinado em 60 graus e colocado em uma área de 45 graus para a frente e para a direita. Vistos de cima, as três hastes formam um triângulo. As flores, então, são colocadas no interior deste triângulo para preencher a forma.
Outros estilos conhecidos são o inclinado e o de reflexo em água. Pequenos seixos podem ser utilizados para cobrir o fundo do recipiente, e criar uma aparência mais natural para o arranjo.